# Давидово (Тырговиштская область)
Давидово (болг. Давидово) — село в Болгарии. Находится в Тырговиштской области, входит в общину Тырговиште. Население составляет 509 человек (2022).

## Политическая ситуация
В местном кметстве Давидово, в состав которого входит Давидово, должность кмета (старосты) исполняет Сергей Йорданов Петров (Движение за права и свободы (ДПС)) по результатам выборов.
Кмет (мэр) общины Тырговиште — Красимир Митев Мирев (инициативный комитет) по результатам выборов.